# Harur
Harur es una ciudad y nagar Panchayat situada en el distrito de Dharmapuri en el estado de Tamil Nadu (India). Su población es de 25469 habitantes (2011). Se encuentra a 39 km de Dharmapuri y a 61 km de Salem.

## Demografía
Según el censo de 2011 la población de Harur era de 25469 habitantes, de los cuales 12543 eran hombres y 12926 eran mujeres. Harur tiene una tasa media de alfabetización del 82,55%, superior a la media estatal del 80,09%: la alfabetización masculina es del 88,21%, y la alfabetización femenina del 77,08%.